# آن د استریت
«آن د استریت» (انگلیسی: On the Street) ترانه‌ای از رپر اهل کره جنوبی، جی-هوپ از بی‌تی‌اس و رپر آمریکایی جی. کول است. این ترانه به عنوان تک‌آهنگ دیجیتال در ۳ مارس ۲۰۲۳ توسط بیگ هیت میوزیک منتشر شد. «آن د استریت» یک ترانهٔ لوفی هیپ هاپ است و ترانه‌سرایی آن بر عهدهٔ جی-هوپ، جی. کول و پی‌داگ بوده است.
این ترانه به عنوان یک «هدیه» به طرفداران جی-هوپ توصیف شده است و آخرین اثر جی-هوپ پیش از شروع خدمت سربازی در آوریل ۲۰۲۳ است. ورژن انفرادی این ترانه بدون حضور جی. کول در مارس ۲۰۲۴، به عنوان بخشی از نخستین آلبوم چندآهنگهٔ جی-هوپ به نام هوپ آن د استریت جلد ۱ (۲۰۲۴) منتشر شد.

## جدول‌های موسیقی
| جدول (۲۰۲۳)                                         | بالاترین جایگاه |
| --------------------------------------------------- | --------------- |
| استرالیا (ای‌آرآی‌ای)                                 | ۸۳              |
| کانادا (۱۰۰ تک‌آهنگ داغ کانادا)                      | ۵۸              |
| ۲۰۰ آهنگ جهانی (بیلبورد)                            | ۱۶              |
| یونان اینترنشنال (آی‌اف‌پی‌آی)                         | ۵۹              |
| مجارستان (۴۰ تک‌آهنگ برتر)                           | ۲               |
| [تک‌آهنگ‌های بین‌المللی هند (آی‌ام‌آی)                   | ۱۴              |
| ایرلند (آی‌آرام‌ای)                                   | ۵۷              |
| ژاپن (۱۰۰ آهنگ داغ ژاپن)                            | ۷۵              |
| تک‌آهنگ‌های دیجیتال ژاپن (اوریکون)                    | ۲               |
| لیتوانی (ای‌جی‌ای‌تی‌ای)                                | ۷۴              |
| هلند (سنگل تیپ)                                     | ۳۰              |
| تک‌آهنگ‌های داغ نیوزیلند (آرام‌ان‌زی)                   | ۴               |
| پرتغال (ای‌اف‌پی)                                     | ۱۳۱             |
| سنگاپور (آرآی‌ای‌اس)                                  | ۲۰              |
| کره جنوبی (گائون)                                   | ۳۶              |
| تک‌آهنگ‌های بریتانیا (اوسی‌سی)                         | ۳۷              |
| آراندبی/هیپ هاپ بریتانیا (اوسی‌سی)                   | ۲۴              |
| بیلبورد هات ۱۰۰ ایالات متحده                        | ۶۰              |
| ترانه‌های داغ آراندبی/هیپ-هاپ ایالات متحده (بیلبورد) | ۱۴              |
| ویتنام (ویتنام هات ۱۰۰)                             | ۲۰              |

| جدول (۲۰۲۳)       | بالاترین جایگاه |
| ----------------- | --------------- |
| کره جنوبی (گائون) | ۳۶              |

| جدول (۲۰۲۳)       | جایگاه |
| ----------------- | ------ |
| کره جنوبی (گائون) | ۱۴۴    |

## تاریخچه انتشار
| منطقه   | تاریخ        | فرمت(ها)              | ناشر      | منابع  |
| ------- | ------------ | --------------------- | --------- | ------ |
| مختلف   | ۳ مارس ۲۰۲۳  | دانلود دیجیتال استریم | بیگ هیت   | [ ۲۴ ] |
| ایتالیا | ۱۷ مارس ۲۰۲۳ | رادیو لیرلی           | یونیورسال | [ ۲۵ ] |